# Ina Loitzl
Ina Loitzl, née le 14 mai 1972 à Klagenfurt am Wörthersee, est une performeuse, artiste vidéo et textile autrichienne. Elle vit et travaille à Vienne.

## Biographie
Ina Loitzl étudie le graphisme et les médias visuels au Mozarteum de Salzbourg. Elle combine œuvres textiles et art vidéo.
La fascination pour le corps humain est au centre de son travail artistique. Ses découpages Cutout, représentent des formes organiques, des ornements floraux. Ils nécessitent un regard attentif pour découvrir qu'il s'agit de représentation de l'organe sexuel féminin : vulve, utérus, ovaires, etc.
En 2015, elle réalise une performance où elle est un gorille dans une cage. Les passants observent cet animal, comme le monde de l'art scrute l'artiste. Cette performance fait référence aux Guerrilla Girls.
En 2025, elle réalise une performance où elle est une boxeuse dans un cube en verre. Elle représente la réalité du métier d’artiste.

## Prix et distinctions
- Prix des Beaux-Arts de Taichung, Taiwan[4]
- Prix Theodor Körner, 2012[5]
- ZIT Content Video Award, Vienne, 2013[4]
- Prize for Video Art,  festival international Kran, Slovenie, 2016

## Expositions personnelles
- 2005 : Nouvelle Galerie Gmünd, Carinthie
- 2006 : Vert, vert, vert, Galerie verte, Klagenfurt
- 2007 : Un morceau de chez soi II, galeriekärnten, Klagenfurt [6]
- 2009 : Heimat III, Grüne Galerie, Vienne [6]
- 2010 : Labyrinthes à travers le corps humain, Kro Art Gallery, Vienne
- 2010 : BEACH, Künstlerhaus, Videogalerie, Vienne [6]
- 2010 : Affaires de femmes, Forum culturel autrichien, Bratislava [6]
- 2011 : schönschaurig II, Médecine et art à la table de dissection, Musée du Château de Linz [6]
- 2011 : Affaires de femmes II, Bureau des femmes, Klagenfurt
- 2011 : Heimat V – Retour, Artport, Salzbourg
- 2012 : Affaires de femmes III, Musée d'Art de Timișoara, Roumanie
- 2013 : hairytales, Kro Art Contemporary, Vienne
- 2013 : Art – Tissu – Art, sous-sol, Vienne
- 2014 : ...avec texte, Galerie 3, Klagenfurt